# FBモンディアル

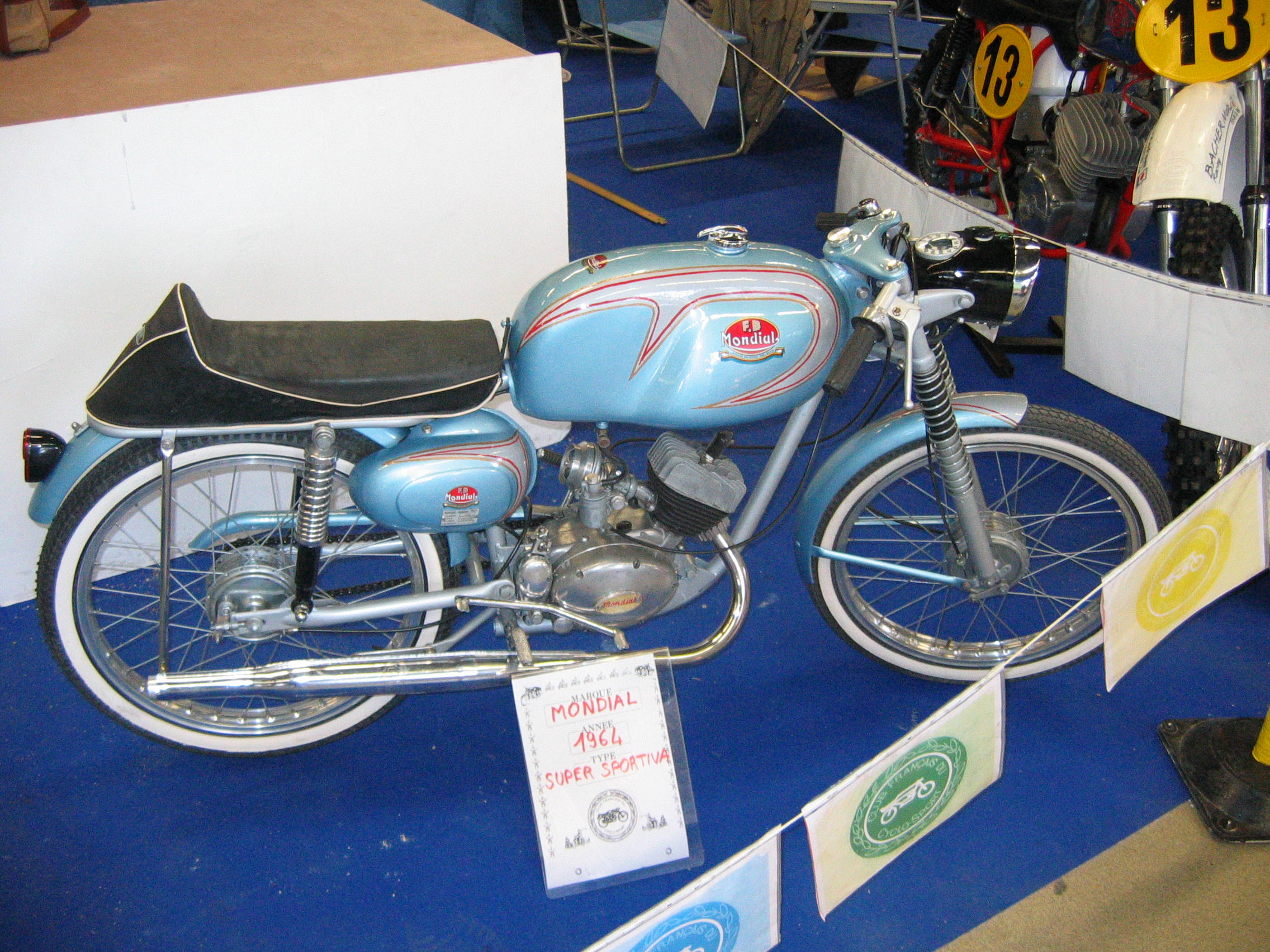
1964年製FBモンディアルSuper Sportiva、50cc

FBモンディアル （FB-Mondial ）は、イタリア・ミラノのオートバイ製造会社。1948年にボゼッリ兄弟が設立し、1979年に解散。後、同社のブランドは他社に渡り、一度は復活に漕ぎ着けたが、その後は裁判管轄に置かれるなどの命運を辿っている。

## 歴史

### 創業から解散

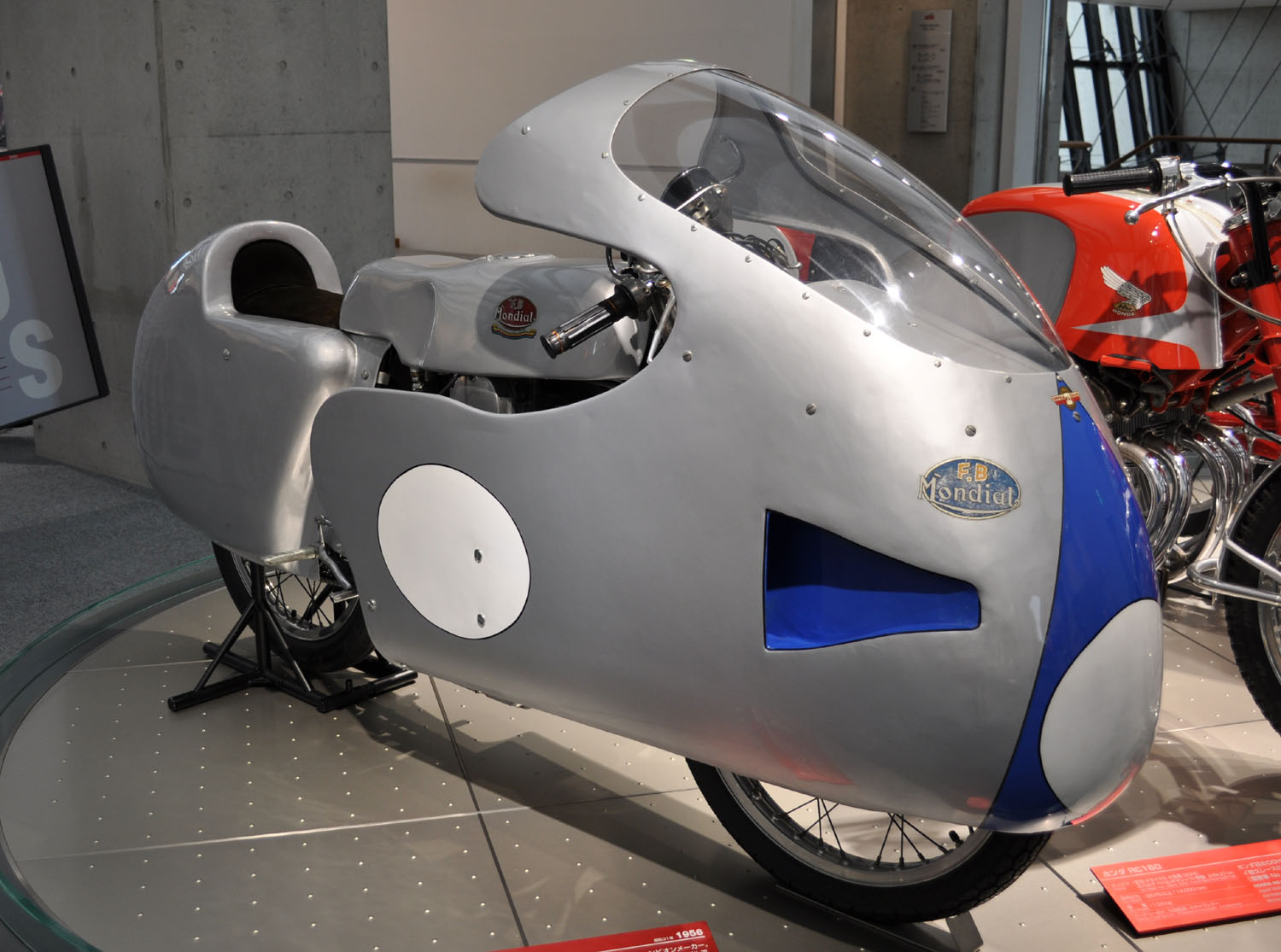
ホンダ・コレクションホール所蔵のモンディアル125GP

第二次世界大戦以前は配達用三輪バイクを製造していたボゼッリ兄弟は、戦後本格的なオートバイ生産に着手した。1950年代にはロードレース世界選手権で同社のマシンが活躍を見せ、延べ6人のチャンピオンを輩出した。FBモンディアルは、試作段階に止まりこそしたがドゥカティよりも早くデスモドロミック式バルブ機構を開発するなど高い技術力を誇ったが、1957年シーズン終了後にはジレラやモト・グッチなど他のイタリア系メーカーともども販売不振やコスト増大が問題となり、レースからの撤退を決断した。しかし、当時の高い技術力は世界が認めるもので、1957年、本田宗一郎は世界で戦う競争力を得るため、イタリア貴族を通じて125ccや250ccクラスでタイトルを獲得しながら同年をもって世界選手権からの撤退を決めていたFBモンディアルのレースバイクを譲り受け、これを研究、テストを重ねた逸話も残っている。このオートバイは現在、ホンダのツインリンクもてぎにあるコレクションホールに展示されている。
その後1979年に会社は一度解散する。

### 復活と混乱
1999年、若かりし頃バイクに熱中していたイタリア出版界の大物であるラストラ社のロベルト・ジレッティ(Roberto Ziletti)は、ボゼッリ兄弟の親族からFBモンディアルの権利を買い取り、高名なバイクメーカーを所有する夢を叶えた。彼は2000年、ホンダ・VTR1000 SP-1/2のエンジン融通を受けた『ピエガ』(Piega)を発表した。基本的にエンジン単体等での他社への供給をしないホンダも、かつて自社のGPマシン開発のためにFBモンディアルのマシンを譲り受けた前述の経緯から協力的だったと言われている。
2003年にはオフロードバイクブランドのVORを買収し、再建に着手した。
父の死去に伴いロベルトがラストラ社を継ぎ、PS版など印刷機材事業を三菱化学から譲渡を受けると、FBモンディアルにかまけていられなくなってしまった。既に1100万ユーロ以上を同事業に注ぎこんでいたが、これをスイスの企業に運営委託させようとして失敗し、2004年7月にはアルコレの工場は35台の『ピエガ』とともにモンツァの破産裁判所に差し押さえられた。
アメリカ合衆国のアンドリュー・ライトは、2005年2月28日に裁判所を通じてFBモンディアル買収に動いていたとインタビューで答えたが、7月27日には別の買手が落札した。アンドリューは異議を申し立てが、当の本人が密輸・詐欺などの容疑で有罪宣告を受け、2006年12月に逃亡するなどFBモンディアルの権利を巡る状況は混沌としている。